# Hirschaid
Hirschaid è un comune tedesco di 11 599 abitanti, situato nel land della Baviera.